# Nebrai korong

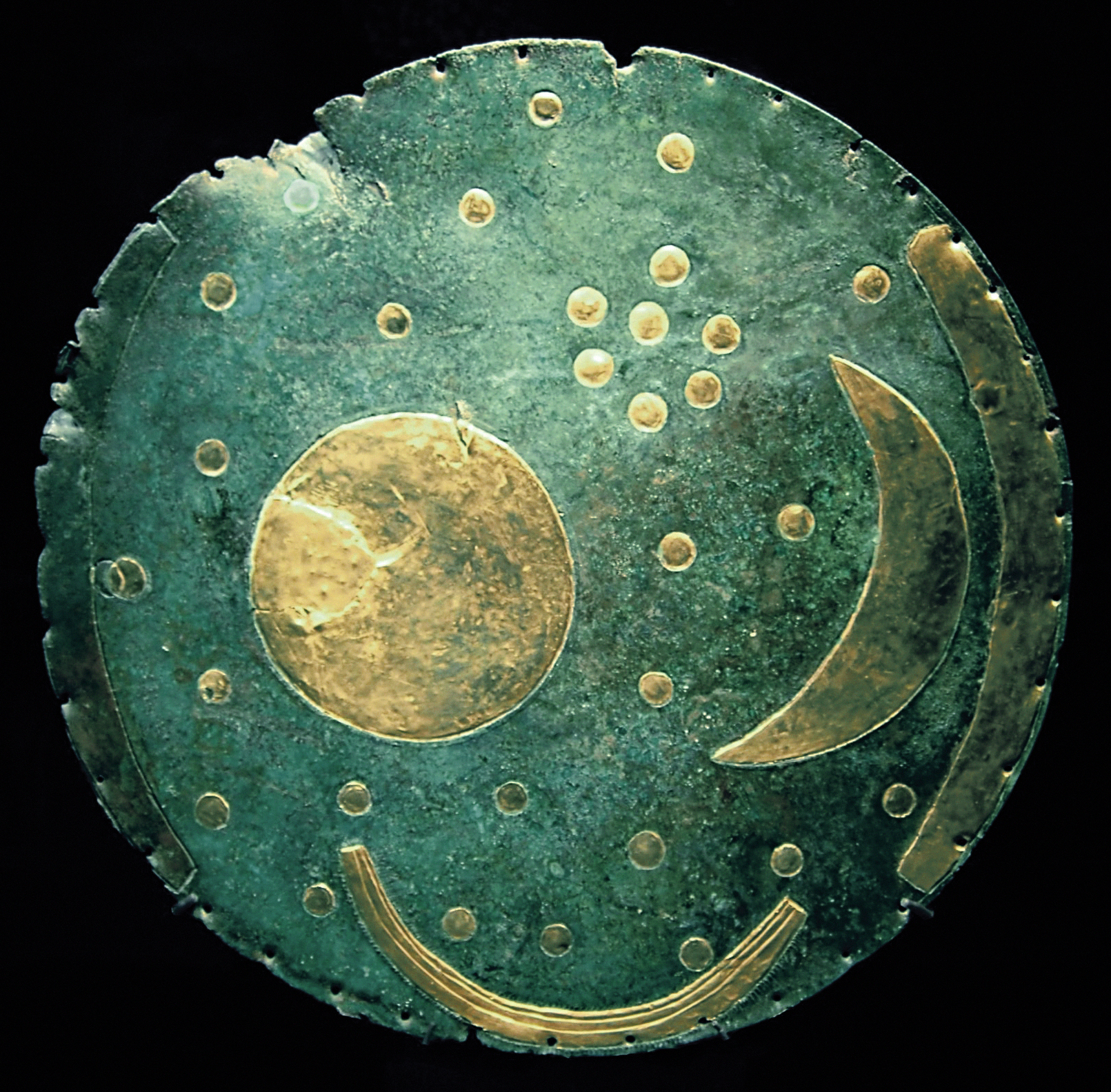
A nebrai korong

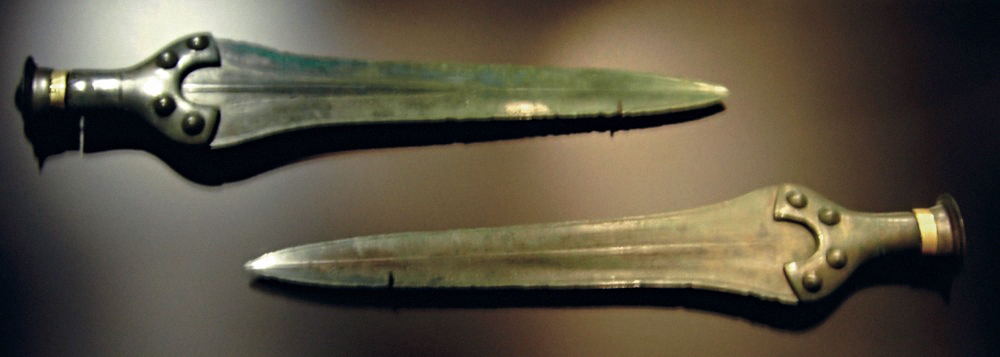
A korong mellett talált két bronzkard

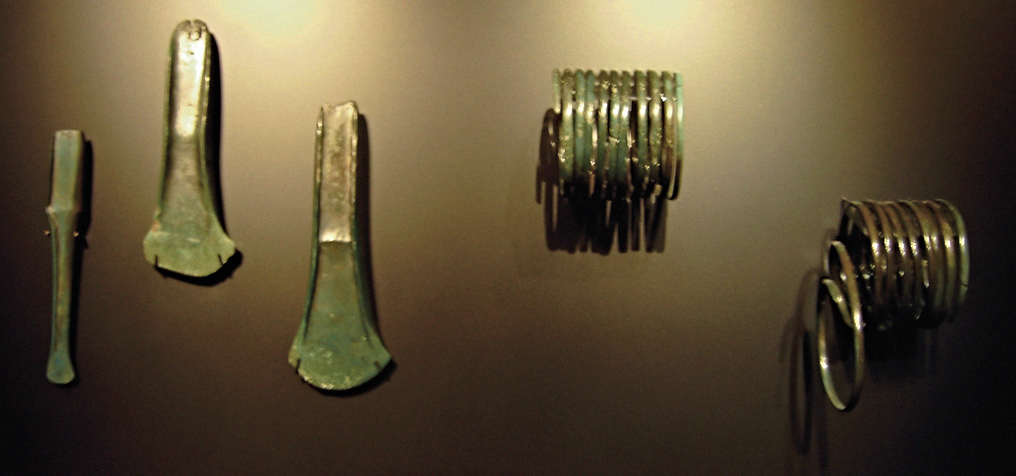
Egyéb leletek

A nebrai korong egy kb. 3600–3800 éves régészeti lelet, az égbolt legrégebbi ismert ábrázolása. Az i. e. 17. század vége–i. e. 16. század eleje körül kerülhetett a föld alá, de feltehetően már az i. e. 18.–i. e. 19. században keletkezhetett.
Az UNESCO Nemzetközi Tanácsadó Bizottsága 2013-ban A világ emlékezete program részévé nyilvánította, mint egy kozmikus jelenség legkorábbi konkrét ábrázolását.

## Leírása
A bronzkorong 32 cm átmérőjű, a szélénél alig 1,7 mm vastag, ami a közepén eléri a 4,5 mm-es vastagságot, súlya 2,3 kg. A korongot egy kőládában találták, amely még két kardot, két karperecet és néhány más bronztárgyat tartalmazott.
A kerek bronzlapra eredetileg 32 db, aranyfóliából készült kicsi, kerek korongot, egy nagyobb korongot, egy félhold alakú lemezt, egy 120 fokos, 9 cm sugarú körcikkhez tartozó ívet és két, szimmetrikusan elhelyezett, a teljes kör kb. negyed-negyed részét kitevő pántot rögzítettek. A negyed körívű pántok egyike hiányzik.
Fémtani vizsgálatok alapján maga a bronzlap két helyről származó alapanyagból készült: az ötvözethez szükséges réz minden valószínűség szerint az ausztriai Salzburg környékéről származik, ám az aranybevonat erdélyi bányából származó aranyból készülhetett.
Korábban a feltételezettnél újabb hamisítványnak vélték, de Dieck et al. 2024-ben kimutatták fénymikroszkóppal, mikrokeménység- és elektron-visszaverődéses elemzéssel, hogy a lemezt mintegy 10-szer egymás után hevítették és kalapálták.

### Összetétel
Bronza 2,6% ónt, 0,22% nikkelt, 0,15% cinket, 0,21% arzént és kevés ként tartalmaz.

## Megtalálása
1999-ben Németországban, a Szász-Anhalt tartománybeli Nebra közelében került elő, fémkeresővel való illegális ásatások során. 2002 februárjában Svájcban a rendőrség egy színlelt vásárlás során lefoglalta a kincset, és az jelenleg a németországi Halle város tartományi múzeuma állandó kiállításának része.

## Értelmezése
A korong az elfogadott értelmezés szerint a Napot, a Holdat és a csillagokat ábrázolja. Segítségével összhangba lehet hozni a nap-naptár és a hold-naptár ciklusát.
A korong kerületén, szimmetrikusan elhelyezve két, aranylemezből készült szegélyívet erősítettek, amelyekből az egyik hiányzik. Ezekhez az ívekhez tartozó központi szögek egyenlők és nagyságuk 82–83º. Ez megegyezik azzal a szöggel, amelyet a nyári és téli napfordulói napkelték vagy napnyugták bezárnak egymással, ha a feltételezett lelőhelyről, a Mittelberg dombról (Lipcsétől 60 km-re nyugatra) figyeljük a Nap évi mozgását a horizonton.
Így a két pánt a Nap két félévi útját szimbolizálja az adott földrajzi helyhez kötődve. Ennek alapján Wolfhard Schlosser, a bochumi Ruhr Egyetem csillagásza és Harald Meller régész állítja, hogy a korong naptárszámítást segítő csillagászati mérőműszerként funkcionált. Ralf Hansen, hamburgi asztronómus ezt megelőző tanulmányában egy babiloni ékírásos szöveget felhasználva arra a megállapításra jutott, hogy a bronzkori ember már 365 napos napévvel és 354 napos holdévvel számolt.
Babiloni csillagászok által nagyjából ezer évvel később leírt szabály szerint: a holdhónapok által meghatározott évbe egy tizenharmadik holdhónapot kell beiktatni akkor, amikor a Hold és a (ma ismert nevén) Fiastyúk úgy jelenik meg, ahogyan a korong is ábrázolja.
Korábban tekintették öntött hamisítványnak is, de Dieck et al. 2024-es tanulmányában leírták, hogy a folyékony fém korlátozott áramlása miatt nem hozhatott volna létre ilyen vékony lemezt, ehelyett spirálisan kifelé kalapálták a forró fémet.